# Museo de la Farmacia Militar
El Museo de Farmacia Militar, actualmente está situado en el Centro Militar de Farmacia de la Defensa, dentro de la Base Militar de San Pedro en la localidad de Colmenar Viejo (Madrid), se creó con la apertura en 1928, del antiguo Laboratorio Central de Medicamentos, en la madrileña calle de Embajadores, donde ha permanecido 87 años, hasta que en el año 2015 es trasladado a su actual ubicación.

## Historia
Los fondos históricos más importantes proceden en su mayoría de diversas exposiciones nacionales e internacionales, que desde comienzos de los años veinte, había presentado la Farmacia Militar. La idea de crear un Museo específico de Farmacia estuvo presente en muchos de los farmacéuticos militares en la citada década. El Museo se crea, debido a que en la última parte del siglo XIX y principios del XX, se produce un giro radical, en las funciones que el farmacéutico tiene asignadas como profesional y comienza a partir de ese momento a desempeñar un papel protagonista en la nueva industria del medicamento, en el análisis, la toxicología y otros más campos. Surge entonces la necesidad de dar a conocer a la sociedad, estas nuevas funciones y así recuperar el prestigio profesional que desde mediados del siglo XIX, el farmacéutico había perdido con la llegada del medicamento industrial.
El impulso definitivo para la creación del Museo, se consigue gracias al General Rafael Roldan y Guerrero que ya, desde su destino en África como Capitán, en 1925, iba reuniendo objetos que formarían parte de la iniciada colección. El Museo ha tenido sucesivas ampliaciones en su anterior ubicación de la calle Embajadores de Madrid, hasta que en el mes de julio de 2015 es trasladado junto al Centro Militar de Farmacia, a las nuevas instalaciones que actualmente ocupa, en la Base Militar de San Pedro situada en la población de Colmenar Viejo (Madrid). En su nueva ubicación, el Museo ha renovado toda su museografía y ha cambiado el discurso Museológico. Haciendo un recorrido didáctico a través de las colecciones.

## Instalaciones
El Museo de Farmacia Militar tiene una superficie de exposición de 650 m² y un almacén de fondos de 150 m². La exposición está dividida en 12 áreas temáticas que nos muestran como ha evolucionado la profesión farmacéutica a lo largo de cinco siglos. Desde las primeras elaboraciones artesanales del medicamento hasta la llegada de los medicamentos de origen industrial y su posterior implantación. Y como La Farmacia Militar ha contribuido a este desarrollo de la profesión.
El Museo tiene una serie de colecciones que abarcan desde los orígenes de la ciencia farmacéutica, recreado en el laboratorio yatroquímico del siglo XVII, primero en el que se elaboraban preparados para las tropas hasta los actuales procesos para la elaboración de preparados. Una sala muestra el botamen de la Real Farmacia de Ceuta del siglo XVIII y en otras se exponen uniformes, material científico, botiquines y equipos de campaña, microscopios, balanzas de precisión, maquetas, etc. Una extensa colección de drogas tanto del mundo animal como del mineral y vegetal, en especial de este último, con más de cuatrocientos ejemplares en su mayoría de las antiguas colonias, se exhiben junto a las vitrinas dedicadas a grandes figuras de la botánica que fueron farmacéuticos militares. 
En la última sala del museo, con una amplia y moderna museografía, se muestra las funciones más interesantes que Farmacia Militar desarrolla en la actualidad. De esta forma el nuevo Museo Farmacia Militar es también un centro de interpretación de la Farmacia Militar.